# 舰艇支队
舰艇支队是海军舰艇部队中由若干舰艇或舰艇大队编成的建制单位，通常隶属于舰队或海军基地，一般按所辖舰种或主要舰种命名，如驱逐舰支队、潜艇支队等。能单独或协同海军其他兵种完成海上作战任务。世界多国海军的舰艇部队中均编有与舰艇支队相类似的建制单位，但称谓、级别、只能和隶属关系不尽相同，有的隶属于分舰队、区舰队，有的隶属于海军基地或直属舰队。
中国人民解放军海军舰艇支队，前身为军区海军下辖的舰种舰队。1955年10月，军区海军改称舰队，其原所辖的舰种舰队改称舰艇支队。一个驱逐舰支队辖3－4艘驱逐舰和2－3个护卫舰大队；一个快艇支队辖导弹艇、鱼雷艇2－3个大队；潜艇支队直辖若干潜艇。支队机关设有司令部、政治部和岸勤部，并配有辅助船只。支队辖有舰艇或舰艇大队。支队驻地建有码头、仓库、修理所、电站、医疗所、舰艇教练室和供舰艇人员生活、休息、文化体育活动等设施。在深化国防和军队改革后，原三大舰队所属的护卫舰大队亦升格为护卫舰支队。
俄罗斯海军有水面舰艇支队、潜艇支队、火箭艇支队、江河舰艇支队等。美国海军由2个或2个以上的舰种中队，以及附属舰船编成的海军舰艇部队，曾称支队，现多称大队。日本海上自卫队类似舰艇支队的组织称队群，如护卫队群、潜水队群，分别隶属于护卫舰队、潜水舰队，下辖护卫队、潜水队。